# Ioan Diamandi
Ioan Diamandi (n. 1836 – d. 12/24 noiembrie 1898, Iași, România) a fost un om politic român, care a îndeplinit funcția de primar al municipiului Iași în perioada 11 noiembrie 1894 - 19 noiembrie 1895. 